# 폴링 인 러브 (1984년 영화)
《폴링 인 러브》(영어: Falling in Love)는 미국에서 제작된 울루 그로스바드 감독의 1984년 로맨틱 드라마 영화이다. 로버트 드니로, 메릴 스트리프 등이 출연하였고, 마빈 워스 등이 제작에 참여하였다. 영화는 엇갈린 평가를 받았으며, 박스오피스 봄이 되었다.

## 줄거리
맨해튼에서 같은 지하철을 타고 통근하는 결혼한 두 남녀가 우연한 만남을 계기로 사랑에 빠진다.

## 출연진
- 로버트 드니로 - 프랭크 래프티스 역
- 메릴 스트리프 - 몰리 길모어 역
- 하비 카이텔 - 에드 래스키 역: 프랭크의 동료.
- 제인 캐즈매럭 - 앤 래프티스 역
- 조지 마틴 - 존 트레이너 역
- 데이비드 클레넌 - 브라이언 길모어 역
- 다이앤 위스트 - 이저벨, 몰리의 친구 역
- 빅터 아고 - 빅터 롤린스 역
- 제시 브래드퍼드 - 조 래프티스 역

## 기타 제작진
- 협력 제작: 로버트 F. 콜즈베리
- 배역: 줄리엣 테일러, 팻 매코클
- 미술: 산토 로콰스토
- 의상: 리처드 브루노
- 조감독: 토머스 J. 맥

## 우리말 녹음
MBC 성우진 (1991년 9월 21일)
- 이윤연 - 프랭크 (로버트 드니로)
- 장유진 - 몰리 (메릴 스트리프)
- 이영달
- 박소현
- 우문희
- 한상혁
- 박태호
- 이도련
- 김윤정
- 이종오
- 곽대홍
- 신성호
- 이미자
- 이선호
- 김강산
- 이승환